# Kiziljurt
Kiziljurt (ros. Кизилю́рт) – miasto w Rosji, w prowincji Dagestan. Leży nad rzeką Sułak, 64 km na północny zachód od Machaczkały. Przebiega tędy droga magistralna nr 29.
Miasto powstało w 1963 roku z połączenia dwóch osiedli typu miejskiego.